# Vulkan
Uppslagsordet vulkanö leder hit. För ögruppen i Stilla havet, se Vulkanöarna. Fotbollshejaklack, se Vulkanen (hejarop).
För andra betydelser, se Vulcan.

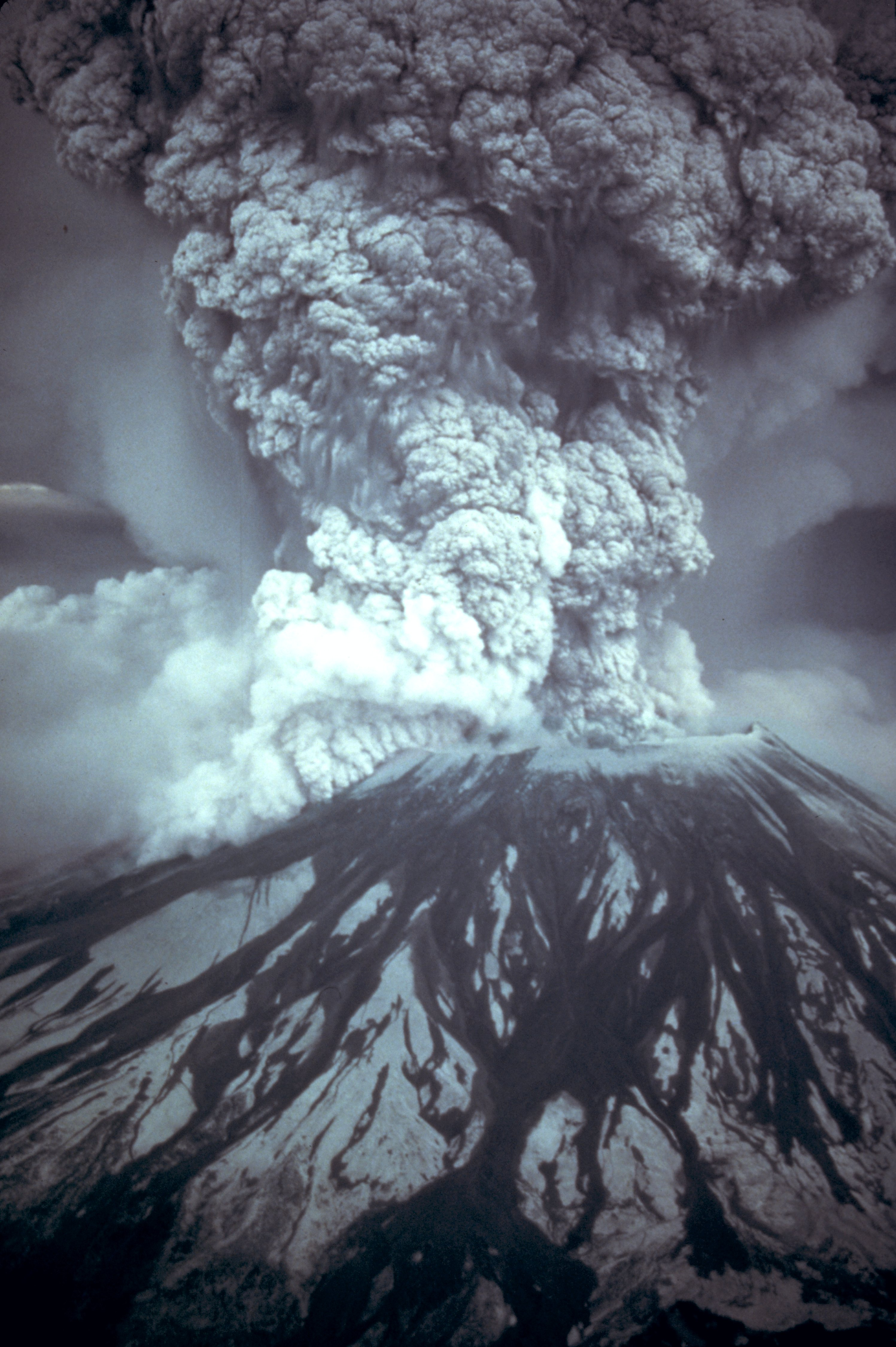
Ett freatiskt utbrott på Mount St Helens.

Vulkanutbrott. Magma tränger upp genom vulkankäglan. På bilden även den typiska askplymen.

Sköldvulkan (Hawaiivulkan).

Stromboliskt utbrott.

Peleanskt utbrott.

Utbrott av Surtsey-typ.

Undervattensutbrott.

Subglacialt utbrott.

En vulkan är en öppning i jordskorpan, där het magma (smälta bergarter) tränger upp från jordens inre och stelnar till lava då den når en kallare temperatur, så som luft eller vatten. Magman kan tränga upp från manteln genom berggrunden eftersom den har en större volym och lägre densitet än det fasta berget. Innan den når ytan samlas magman i stora magmakammare där den förblir tills sprickor och hålrum i berget gör att den kan fortsätta att stiga uppåt. När magman når markytan eller havsbotten har vi ett vulkanutbrott och magman övergår till att kallas lava.
Vulkaner kan delas upp i två olika kategorier. De som har explosiva förlopp och de som bara rinner ut över omgivningen. Vilken typ av vulkan som bildas beror bland annat på halten kiseldioxid (SiO2), vilket påverkar hur lös magman är samt mängden gas. 
Om magman är trögflytande innehåller den mer än 65 % kiseldioxid (SiO2). Magmans konsistens gör att gasen inte försvinner på ett lätt sätt och trycket ökar nere i kammaren. Det hela kan sluta med att man får ett explosivt förlopp där hela berget rämnar och lava kastas långt upp i luften. Montagne Pelée på Martinique är ett exempel på en sådan vulkan. 
Om magman är lös och lättflytande hittar gasen lätt ut och kan försvinna. Denna typ av magma rinner bara lugnt ut genom öppningar i jordskorpan som lava. Lättflytande magma innehåller mindre än 52 % kiseldioxid.
Vulkanutbrott (eruptioner) är ofta förknippade med att många människor dör. Oftast är det dock inte själva magman som dödar, den flyter fram så pass långsamt att man hinner undan, utan det moln av giftig gas, ett pyroklastiskt flöde, som strömmar nedför vulkanens sida precis före utbrottet. Lavaflödet skapar i stället en stor materiell förstörelse. Hus, plantage och odlingar brinner upp, åkrar och skogar täcks av stelnad lava. Vid ett explosivt förlopp kommer lavan ned i form av vulkaniska bomber. Dessa varierar i storlek från några millimeter till block stora som hus. Dessa kan komma ner från vulkanens sidor som rena eldstormar uppblandade med sten och aska. Den vulkaniska askan både täcker och kväver allt i sin väg. Många städer har gått förlorade genom historien, till exempel Pompeji i Italien.
Världens vulkaner släpper årligen ut mellan 130 och 230 miljoner ton koldioxid i atmosfären.
Ordet vulkan kommer från eldens och smideskonstens gud i romersk mytologi, Vulcanus.

## Områden där vulkaner bildas
Vissa områden på jorden har fler vulkaner än andra. Dessa områden är oftast förknippade med gränserna för de litosfärplattorna som jorden består av eller så uppträder de som isolerade företeelser, så kallade hot spots. Vulkaner kan vara vilande (ingen aktivitet) eller aktiva (nästan konstanta utbrott och utbrott tidvis).

### Vulkaner i spridningszoner
Den Mittatlantiska centralryggen är ett område mitt i Atlanten där två litosfärsplattor åker isär, en så kallad spridningszon. Då plattorna åker isär bildas sprickor, där magma kan tränga upp och ny havsbotten bildas då magman stelnar. En del spridningszoner ligger under vatten, som till exempel den Mittatlantiska centralryggen, medan andra finns på kontinenterna, såsom det Östafrikanska gravsänkesystemet. Island är ett exempel på öbildning i en spridningszon genom vulkanism.

### Vulkan i områden där kontinentalplattor kolliderar
En subduktionszon är ett område där två litosfärsplattor, vanligtvis en oceanisk platta och en kontinentplatta, krockar och formar en djuphavsgrav. Den del av skorpan som trycks under den mötande plattan smälter av värmen från manteln och omvandlas till magma. Magman som bildas är vanligen väldigt trögflytande på grund av att den innehåller så mycket kiselsyra. Det innebär att magman ofta inte hinner nå ytan utan stelnar på djupet, innan en vulkan hinner bildas, men ibland når magman upp innan den hinner att stelna. Exempel på vulkaner skapade under dessa omständigheter är Etna och vulkanerna i Pacific Ring of Fire.

### Hotspots (heta fläckar)
Hotspots ligger inte vid litosfärsplattornas gränser. I områden där jordskorpan är tunnare är det lättare för mantelströmmar av magma att tränga igenom. Temperaturen i strömmarna innebär att skorpan smälter och formar rör, som sedan kan ventilera magma. Eftersom litosfärsplattorna hela tiden rör på sig, men mantelströmmarna finns kvar på samma ställe slocknar varje vulkan efter en viss tid, men en ny bildas på ett annat närliggande ställe, som just då befinner sig ovanför hotspotten. 
Hawaii och Kanarieöarna är ögrupper som har bildats på detta sätt.

## VEI-skalan
VEI-skalan (Volcanic Explosivity Index) är ett index som mäter en vulkans styrka. Skalan går från 0-8 där vulkaner som ligger på 7 eller 8 på skalan klassas som supervulkaner. Det som mäts är volymen av pyroklastiskt material (såsom aska), höjden på askplymen och utbrottets längd.

## Olika typer av vulkaner
- Sköldvulkan: Hawaii och Island är exempel på platser där vulkaner utsöndrar stora mängder lava som sakta bygger upp ett brett berg med en sköldlik profil. Deras lava är generellt väldigt varma och lättflytande, och skapar långa floder av lava. Den största sköldvulkanen på jorden är Mauna Loa, vilken är 9 170 m hög (från havsbotten), 120 km i diameter och utgör en del av Hawaiiöarna. Olympus Mons är en sköldvulkan på Mars, den hittills största vulkanen som mänskligheten upptäckt med sina över 21,9 km i höjd.
- Konvulkan: även kallad kägelvulkan, uppstår genom utbrott som mestadels slungar ut små stenar runt kratern. Dessa utbrott kan vara relativt kortlivade och resulterar i en konformad kulle på omkring 30 till 300 m höjd.
- Stratovulkan: eller kompositvulkaner som Fuji i Japan, Vesuvius i Italien, och Rainier i Förenta staterna är koniska berg bildade genom lavaflöden och utkastat material.
- Supervulkan: är den populära termen för stora vulkaner med stor krater som kan orsaka skador med kontinental omfattning och orsaka globala klimatförändringar. För att en vulkan ska klassas som en supervulkan måste den överstiga 7 på VEI-skalan, det vill säga att dess flöde av magma och aska uppgår till minst 1 000 km³. Bland kandidaterna märks Yellowstone National Park i nordvästra Förenta staterna, Neapelbukten i södra Italien, Taupo i Nya Zeeland och Toba på Sumatra. Utbrott från supervulkaner är emellertid mycket sällsynta.
- Lervulkan: är en formation som ofta inte förknippas med kända magmaflöden. Aktiva lervulkaner håller mycket lägre temperatur än andra typer av vulkaner.
- Sprickvulkan: dessa vulkaner bildar ofta inte berg. De tvingar fram lava genom sprickor i marken och skapar en sjö av lava. Ett exempel var Laki på Island.

## Kan man skydda sig mot vulkanutbrott?
Ett sätt att skydda folk mot att hamna mitt i ett vulkanutbrott är att öka möjligheterna att förutsäga utbrottet. I dag övervakas många vulkaner med hjälp av satelliter för att kunna ge folk ett bra skydd. Man observerar bland annat om det finns rökplymer och temperaturförändringar. Satelliterna är även till hjälp under själva utbrottet då man får en bra översikt över vilka delar och områden som har påverkats, och hur svårt de har påverkats. Man kan även få hjälp med att se hur lavaströmmarna rör sig. Om lavan till exempel rör sig mot en by eller stad, måste man kanske utrymma den. Man kan även se hur miljön har påverkats, om luften har förändrats eller om växtligheten har förstörts.
En väl beprövad metod för att skydda befolkningar i till exempel städer och byar mot vulkanutbrott är att spränga "kanaler" längs med vulkanen för att styra lavaflödet.

## Kända vulkaner
- Cotopaxi, Ecuador
- Cumbre Vieja, Kanarieöarna, Spanien
- Damavand, Iran
- Eldfell, Västmannaöarna, Island
- Etna, Italien
- Eyjafjallajökull, Island
- Fuji, Japan
- Guallatiri, Chile
- Hekla, Island
- Kamerun (berg), Kamerun
- Katla, Island
- Kilauea, Hawaii, USA
- Kilimanjaro, Tanzania (slocknad)
- Klutjevskaja Sopka, Ryssland
- Krakatau, Indonesien
- Mauna Kea, Hawaii, USA (slocknad)
- Mauna Loa, Hawaii, USA
- Mons Rümker, månen (slocknad)
- Mount St Helens, USA
- Nevado del Ruiz, Colombia
- Ojos del Salado, Argentina/Chile
- Olympus Mons, Mars (slocknad)
- Pico de Orizaba, Mexiko (passiv)
- Pinatubo, Filippinerna
- Poás, Costa Rica
- Popocatépetl, Mexiko
- Santorini, Grekland (slocknad)
- Semeru, Java, Indonesien
- Stromboli, Italien
- Surtsey, Island
- Volcán Tajumulco, Guatemala
- Tambora, Indonesien
- Teide, Teneriffa, Spanien
- Toba, Indonesien
- Vesuvius, Italien
- Arenal, Costa Rica
- Yellowstone-calderan, USA

## Kända katastrofala vulkanutbrott
Här följer en lista över vulkanutbrott som har dödat mer än 500 personer. Volcanic Explosivity Index, VEI, är angivet i de fall det är känt eller har kunnat uppskattas i efterhand.
| År   | Vulkan            | Land             | VEI | Antal döda   | Huvudsaklig dödsorsak       | referens           |
| ---- | ----------------- | ---------------- | --- | ------------ | --------------------------- | ------------------ |
| 1815 | Tambora           | Indonesien       | 7   | 92 000       | Kylig sommar, svält         | [ 2 ] [ 3 ] [ 4 ]  |
| 1883 | Krakatau          | Indonesien       | 6   | 36 417       | Tsunami                     | [ 2 ] [ 3 ] [ 4 ]  |
| 1902 | Montagne Pelée    | Martinique       | 4   | 29 025       | Askflöden                   | [ 2 ] [ 3 ] [ 4 ]  |
| 1985 | Nevado del Ruiz   | Colombia         | 3   | 25 000       | Slamflöden                  | [ 2 ] [ 3 ] [ 4 ]  |
| 1792 | Unzen             | Japan            | 3   | 14 300       | Vulkanen kollapsar, tsunami | [ 2 ] [ 3 ] [ 4 ]  |
| 1783 | Laki              | Island           | 6   | 9 350        | Svält                       | [ 2 ] [ 3 ] [ 4 ]  |
| 1919 | Kelut             | Indonesien       | 4   | 5 110 10 000 | Slamflöden                  | [ 2 ] [ 3 ] [ 4 ]  |
| 1882 | Gunung Galunggung | Indonesien       |     | 4 011        | Slamflöden                  | [ 2 ] [ 3 ]        |
| 1631 | Vesuvius          | Italien          | 5?  | 3 500        | Slamflöden, lavaflöden      | [ 2 ] [ 3 ] [ 5 ]  |
| 79   | Vesuvius          | Italien          | 5?  | 3 360        | Askflöden, asknedfall       | [ 2 ] [ 3 ] [ 5 ]  |
| 1772 | Gunung Papandayan | Indonesien       | 3   | 2 957        | Askflöden                   | [ 2 ] [ 3 ] [ 6 ]  |
| 1951 | Lamington         | Papua Nya Guinea | 5   | 2 942        | Askflöden                   | [ 2 ] [ 3 ] [ 7 ]  |
| 1982 | El Chichón        | Mexiko           | 5   | 2 000        | Askflöden                   | [ 2 ] [ 3 ] [ 8 ]  |
| 1902 | La Soufrière      | Saint Vincent    | 4?  | 1 680        | Askflöden                   | [ 2 ] [ 3 ] [ 9 ]  |
| 1741 | Oshima            | Japan            | 4   | 1 475        | Tsunami                     | [ 2 ] [ 3 ] [ 10 ] |
| 1783 | Asama             | Japan            | 4   | 1 377        | Askflöden, slamflöden       | [ 2 ] [ 3 ] [ 11 ] |
| 1911 | Taal              | Filippinerna     | 3   | 1 335        | Askflöden                   | [ 2 ] [ 3 ] [ 12 ] |
| 1814 | Mayon             | Filippinerna     | 4   | 1 200        | Slamflöden                  | [ 2 ] [ 3 ] [ 13 ] |
| 1963 | Gunung Agung      | Indonesien       | 5   | 1 184        | Askflöden                   | [ 2 ] [ 3 ] [ 14 ] |
| 1877 | Cotopaxi          | Ecuador          | 4   | 1 000        | Slamflöden                  | [ 2 ] [ 3 ] [ 15 ] |
| 1991 | Pinatubo          | Filippinerna     | 6   | 800          | Sjukdom                     | [ 2 ] [ 3 ] [ 16 ] |
| 1640 | Komagatake        | Japan            | 5   | 700          | Tsunami                     | [ 2 ] [ 3 ] [ 17 ] |
| 1845 | Nevado del Ruiz   | Colombia         | 3   | 700          | Slamflöden                  | [ 2 ] [ 3 ] [ 18 ] |
| 1951 | Hibok-Hibok       | Filippinerna     |     | 500          | Askflöden                   | [ 2 ] [ 3 ]        |